# Малявіче-Дольне
Малявіче-Дольне (пол. Malawicze Dolne) — село в Польщі, у гміні Сокулка Сокульського повіту Підляського воєводства.
Населення — 137 осіб (2011).
У 1975-1998 роках село належало до Білостоцького воєводства.

## Демографія
Демографічна структура станом на 31 березня 2011 року:
|          | Загалом | Допрацездатний вік | Працездатний вік | Постпрацездатний вік |
| -------- | ------- | ------------------ | ---------------- | -------------------- |
| Чоловіки | 75      | 14                 | 53               | 8                    |
| Жінки    | 62      | 11                 | 32               | 19                   |
| Разом    | 137     | 25                 | 85               | 27                   |